# Championnat de Guadeloupe de football 2010-2011
La Saison 2010-2011 du Championnat de Guadeloupe de football est la cinquante-neuvième saison de la Division d'Honneur guadeloupéenne et qui met aux prises 14 clubs pour le titre de Champion de Guadeloupe de football. La JS Vieux-Habitants, championne en titre, remet son titre en jeu.
La formule reste la même avec un système de points identique (4 points pour une victoire, 2 points pour un match nul et 1 point pour une défaite). À la fin de saison, les quatre premiers seront qualifiés pour la Ligue Antilles et les 3 derniers seront relégués en Promotion d'Honneur Régionale (deuxième division guadeloupéenne). Le champion sera qualifié pour le prochain Trophée des clubs champions qui se jouera en Martinique.

## Clubs
Liste effectuée en fonction du classement des équipes à la fin du championnat 2009-2010
- Jeunesse Sportive de Vieux-Habitants, Champion en titre, Qualifié pour la Ligue Antilles 2011
- Club Sportif Moulien, Qualifié pour la Ligue Antilles 2011
- Etoile de Morne-à-l'eau, Qualifié pour la Ligue Antilles 2011
- Association de la Jeunesse Sportive Saintoise de Terre-de-Haut, Qualifié pour la Ligue Antilles 2011
- Gauloise de Basse-Terre
- Union Sainte-Rosienne
- Red Star de Pointe-à-Pitre
- Amical Club de Marie-Galante
- Evolucas de Petit-Bourg
- Stade Lamentinois
- Association Sportive des Dragons du Gosier
- Phare du Canal, promu
- Siroco des Abymes, promu
- ASG Juventus de Sainte-Anne, promu

## Classement[1]
| Rang | Équipe                          | Pts | J  | G  | N | P | Bp | Bc | Diff ASG Juventus de Sainte-Anne |
| ---- | ------------------------------- | --- | -- | -- | - | - | -- | -- | -------------------------------- |
| 1    | CS Moulien                      | 84  | 26 | 17 | 7 | 2 | 37 | 16 | +21                              |
| 2    | JS Vieux-Habitants              | 73  | 26 | 6  | 3 | 3 | 18 | 10 | +8                               |
| 3    | CS Moulien (-2)                 | 32  | 10 | 6  | 4 | 0 | 16 | 7  | +9                               |
| 4    | Union Sainte-Rosienne (-2)      | 31  | 10 | 5  | 4 | 1 | 12 | 8  | +4                               |
| 5    | Etoile (-1)                     | 29  | 11 | 5  | 3 | 3 | 13 | 10 | +3                               |
| 6    | Amical Club (-1)                | 27  | 11 | 4  | 4 | 3 | 10 | 13 | -3                               |
| 7    | Phare du Canal                  | 26  | 12 | 3  | 5 | 4 | 12 | 10 | +2                               |
| 8    | AJSS (-1)                       | 25  | 11 | 3  | 5 | 3 | 13 | 16 | -3                               |
| 9    | Stade Lamentinois (-1)          | 23  | 11 | 3  | 3 | 5 | 11 | 15 | -4                               |
| 10   | Gauloise de Basse-Terre (-2)    | 21  | 10 | 3  | 2 | 5 | 8  | 10 | -2                               |
| 11   | AS Dragon (-1)                  | 19  | 11 | 2  | 2 | 7 | 13 | 19 | -6                               |
| 12   | Siroco des Abymes (-3)          | 17  | 9  | 1  | 5 | 3 | 6  | 7  | -1                               |
| 13   | Evolucas (-2)                   | 17  | 10 | 1  | 4 | 5 | 6  | 11 | -5                               |
| 14   | Red Star de Pointe-à-Pitre (-1) | 15  | 11 | 1  | 1 | 9 | 9  | 26 | -17                              |

|  | Champion de Guadeloupe et qualification pour la Ligue Antilles 2012 et le Trophée des clubs champions 2011 |
|  | Qualification pour la Ligue Antilles 2012                                                                  |
|  | Relégation en Promotion d'Honneur Régionale (2e division)                                                  |

## Classement des buteurs
(Après la 12e journée)
| # |  | Joueur          | Club               | Buts |
| - |  | --------------- | ------------------ | ---- |
| 1 |  | Dominique Mocka | JS Vieux-Habitants | 10   |
| 2 |  | Jimmy Néjin     | JS Vieux-Habitants | 9    |
| 3 |  | Wladimir Pascal | AS Dragon          | 5    |